# Vicestatsminister
En vicestatsminister er i nogle lande et regeringsmedlem, som kan tage posten for stedfortræder som statsminister når statsministeren er midlertidig fraværende. Posten sidestilles ofte med vicepræsident, men er betydelig anderledes.
En vicestatsminister er ministeren under statsministeren. Ofte er vicestatsministeren en person med mange års politisk erfaring, og statsministerens højre hånd.

## Vicestatsminister i Danmark
Danmark fik i 2022 sin første officielle vicestatsminister, Jakob Ellemann-Jensen. Før dette havde Danmark ikke haft en officiel vicestatsminister. Begrebet blev dog flittigt brugt både i pressen og på Christiansborg og betegnede den minister, der overtog statsministerens opgaver under statsministerens fravær. Stedfortræderen er sædvanligvis den tilstedeværende minister, der er højst placeret i statsrådsrækkefølgen. I koalitionsregeringer vil det ofte være lederen af det næststørste regeringsparti, der har denne post.

### Danske vicestatsministre
Selv om der ikke før 2022 officielt var en vicestatsminister-post, er en række ministre blevet omtalt som sådan:
- Henning Christophersen[2]
- Uffe Ellemann-Jensen[3]
- Mimi Jakobsen[4]
- Marianne Jelved[5]
- Bendt Bendtsen[6]
- Lene Espersen[7]
- Lars Barfoed
- Margrethe Vestager
- Morten Østergaard
- Claus Hjort Frederiksen
- Anders Samuelsen
- Nicolai Wammen
- Jakob Ellemann-Jensen (officiel titel)[8]
- Troels Lund Poulsen (officiel titel)[9]

## Liste over danske vicestatsministre
| #  | Billede | Navn                  | Tiltrædelse       | Afgang           | Parti   | Regering                        |
| -- | ------- | --------------------- | ----------------- | ---------------- | ------- | ------------------------------- |
| 1. |         | Jakob Ellemann-Jensen | 15. december 2022 | 23. oktober 2023 | Venstre | Regeringen Mette Frederiksen II |
| 2. |         | Troels Lund Poulsen   | 23. oktober 2023  | Nuværende        | Venstre | Regeringen Mette Frederiksen II |